# Margaromma soligena
Margaromma soligena är en spindelart som beskrevs av Simon 1901. Margaromma soligena ingår i släktet Margaromma och familjen hoppspindlar. Inga underarter finns listade i Catalogue of Life.